# بن‌بست

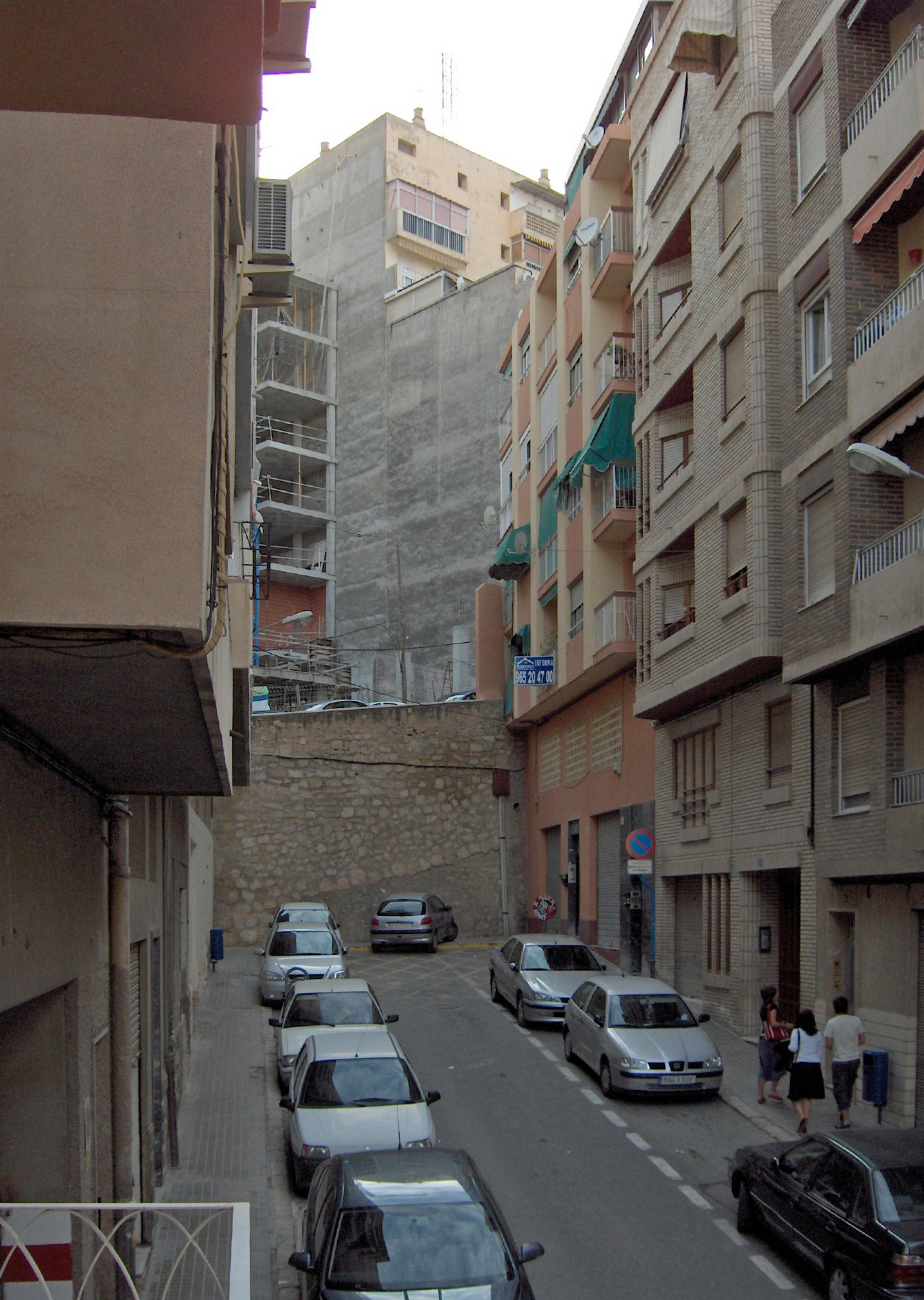
یک بن‌بست در آلیکانته، اسپانیا.

بُن‌بَست خیابان یا کوچه‌ای است که انتهای آن بسته و پوشیده باشد وراه دررو نداشته باشد.
در کاربرد زبان به هر شرایط یا حالتی که راه باز و دررو از آن وجود نداشته باشد نیز بن‌بست گفته می‌شود.
در قدیم کوچه‌های بن‌بست را کوچه ناگذارده نیز می‌گفتند و کوچه‌های غیر بن‌بست را گذارده می‌نامیدند.
کوچه یا معبر بن‌بستی که در انتهای آن محل مخصوصی برای دور زدن وسایل نقلیه در نظر گرفته شده‌باشد را بُن‌گَرد می‌گویند. این نوع بن‌بست‌ها بیشتر در شهرسازی آمریکا استفاده می‌شود.
در شهرسازی نوین، از بن‌گردها برای کاستن از سرعت خودروها در مناطق مسکونی استفاده می‌شود.

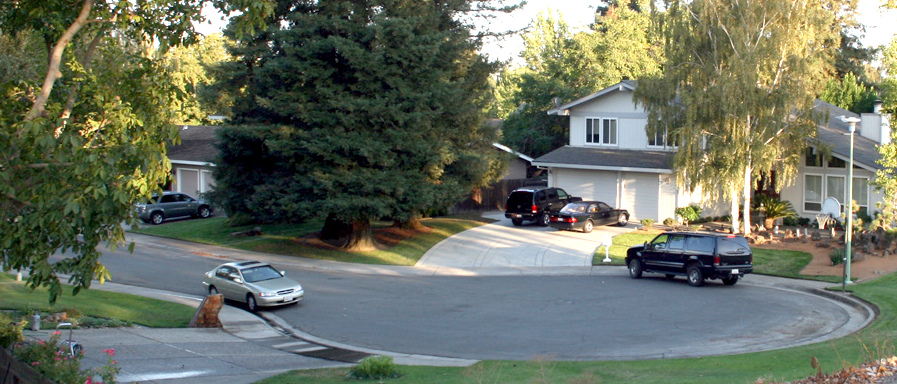
یک بن‌گرد در شهر ساکرامتنو کالیفرنیا.

## تابلوها

علامت بن‌بست در تابلوهای راهنمایی و رانندگی هلند
بن‌بست در راه فرعی.